# انتون بوهلر
انتون بوهلر (انگلیسی: Anton Bühler; june ۱۵, ۱۹۲۲ – ۲۹ مارس ۲۰۱۳) ورزشکار اهل سوئیس بود.
وی در مسابقات کشوری و بین‌المللی در مجموع برندهٔ ۲ مدال نقره، ۱ مدال برنز شده‌است.